# Rennrodel-Europameisterschaften 2016
Die 47. Rennrodel-Europameisterschaften wurden am 13. und 14. Februar 2016 im Rahmen des 8. Weltcuprennens der Saison 2015/16 auf der Bobbahn Altenberg in Deutschland ausgetragen.

## Medaillen
| Pos. | Nation      |   |   |   | total |
| ---- | ----------- | - | - | - | ----- |
| 1    | Deutschland | 4 | 1 | 1 | 6     |
| 2    | Lettland    | 0 | 2 | 0 | 2     |
| 3    | Russland    | 0 | 1 | 2 | 2     |
| 4    | Österreich  | 0 | 0 | 1 | 2     |

## Ergebnisse

### Frauen, Einsitzer
14. Februar
| Pos. | Athletin              | Nation      | Zeit min | Rückstand s |
| ---- | --------------------- | ----------- | -------- | ----------- |
|      | Tatjana Hüfner        | Deutschland | 1:46,379 |             |
|      | Elīza Cauce           | Lettland    | 1:46,590 | +0,211      |
|      | Tatjana Iwanowa       | Russland    | 1:46,692 | +0,313      |
| 4    | Natalie Geisenberger  | Deutschland | 1:46,785 | +0,406      |
| 5    | Wiktorija Demtschenko | Russland    | 1:47,971 | +0,592      |
| 6    | Julia Taubitz         | Deutschland | 1:47,000 | +0,621      |
| 7    | Dajana Eitberger      | Deutschland | 1:47,011 | +0,632      |
| 8    | Martina Kocher        | Schweiz     | 1:47,038 | +0,659      |
| 9    | Sandra Robatscher     | Italien     | 1:47,445 | +1,066      |
| 10   | Jekaterina Baturina   | Russland    | 1:47,574 | +1,195      |

### Männer, Einsitzer
13. Februar
| Pos. | Athlet               | Nation      | Zeit min | Rückstand s |
| ---- | -------------------- | ----------- | -------- | ----------- |
|      | Felix Loch           | Deutschland | 1:47,556 |             |
|      | Roman Repilow        | Russland    | 1:47,885 | +0,329      |
|      | Ralf Palik           | Deutschland | 1:47,928 | +0,372      |
| 4    | Wolfgang Kindl       | Österreich  | 1:47,938 | +0,382      |
| 5    | Andi Langenhan       | Deutschland | 1:47,963 | +0,407      |
| 6    | Johannes Ludwig      | Deutschland | 1:48,007 | +0,451      |
| 7    | Semjon Pawlitschenko | Russland    | 1:48,056 | +0,500      |
| 8    | Stepan Fjodorow      | Russland    | 1:48,274 | +0,718      |
| 9    | Dominik Fischnaller  | Italien     | 1:48,539 | +0,983      |
| 10   | Artūrs Dārznieks     | Lettland    | 1:48,559 | +1,003      |

### Männer, Doppelsitzer
13. Februar
| Pos. | Athleten                               | Nation      | Zeit min | Rückstand s |
| ---- | -------------------------------------- | ----------- | -------- | ----------- |
|      | Toni Eggert Sascha Benecken            | Deutschland | 1:22,890 |             |
|      | Tobias Wendl Tobias Arlt               | Deutschland | 1:23,269 | +0,379      |
|      | Peter Penz Georg Fischler              | Österreich  | 1:23,471 | +0,581      |
| 4    | Christian Oberstolz Patrick Gruber     | Italien     | 1:23,719 | +0,829      |
| 5    | Andris Šics Juris Šics                 | Lettland    | 1:23,755 | +0,865      |
| 6    | Alexander Denissjew Wladislaw Antonow  | Russland    | 1:23,763 | +0,873      |
| 7    | Robin Geueke David Gamm                | Deutschland | 1:23,834 | +0,944      |
| 8    | Thomas Steu Lorenz Koller              | Österreich  | 1:24,083 | +1,193      |
| 9    | Lukáš Brož Antonín Brož                | Tschechien  | 1:24,196 | +1,306      |
| 10   | Wladislaw Juschakow Wladimir Prochorow | Russland    | 1:24,239 | +1,349      |

### Teamstaffel
14. Februar
| Pos. | Nation      | Athlet/inn/en                                                                | Zeit min | Rückstand s |
| ---- | ----------- | ---------------------------------------------------------------------------- | -------- | ----------- |
|      | Deutschland | Tatjana Hüfner Felix Loch Toni Eggert / Sascha Benecken                      | 2:24,204 |             |
|      | Lettland    | Elīza Cauce Artūrs Dārznieks Andris Šics / Juris Šics                        | 2:24,982 | +0,778      |
|      | Russland    | Tatjana Iwanowa Roman Repilow Alexander Denissjew Wladislaw Antonow          | 2:25,122 | +0,918      |
| 4    | Italien     | Sandra Robatscher Dominik Fischnaller Christian Oberstolz / Patrick Gruber   | 2:25,397 | +1,193      |
| 5    | Polen       | Natalia Wojtuściszyn Maciej Kurowski Wojciech Chmielewski / Jakub Kowalewski | 2:26,764 | +2,560      |
| 6    | Rumänien    | Raluca Strămăturaru Valentin Crețu Cosmin Atodiresei / Ștefan Musei          | 2:27,366 | +3,162      |
| 7    | Tschechien  | Tereza Nosková Ondřej Hyman Lukáš Brož / Antonín Brož                        | 2:27,572 | +3,368      |
| 8    | Slowakei    | Viera Gbúrová Jozef Ninis Jakub Šimoňák / Marek Solčanský                    | 2:30,599 | +6,395      |
| 9    | Ukraine     | Daria Gula Anton Dukatsch Oleksandr Obolontschyk / Roman Sacharkiw           | DNF      |             |
| 10   | Österreich  | Birgit Platzer Wolfgang Kindl Peter Penz / Georg Fischler                    | DSQ      |             |